# Sallingsund
Sallingsund er et sund i Limfjorden i Danmark. 
Sallingsund adskiller Mors i Region Nordjylland fra Salling i Region Midtjylland.
Broen over Sallingsund hedder Sallingsundbroen.

## Andre betydninger
Bebyggelserne ved de nedlagte færgelejer Plagen på Mors og Pinen i Salling hedder også Sallingsund. 
Sallingsund Kommune havde navn efter farvandet Sallingsund. Sallingsund indgår i navnet på en række foreninger og virksomheder i den tidligere Sallingsund Kommune. 
56°46′N 8°51′Ø / 56.767°N 8.850°Ø